# Zenaide Maia
Zenaide Maia Calado Pereira dos Santos (Brejo do Cruz, 27 de novembro de 1954), mais conhecida como Zenaide Maia, é uma médica infectologista e política brasileira, filiada ao Partido Social Democrático (PSD). Atualmente, exerce o cargo de Senadora da República pelo estado do Rio Grande do Norte.
Com uma carreira pautada principalmente na defesa da saúde pública, da educação e dos direitos das mulheres, Zenaide Maia serviu como Secretária Municipal de Saúde em São Gonçalo do Amarante em duas gestões, foi deputada federal e, em 2018, foi eleita senadora com 660.315 votos.

## Biografia e Formação

### Origens e Família
Natural do sertão, Zenaide Maia nasceu em uma família numerosa de 16 irmãos, filha de um pequeno agricultor e de uma costureira. Desde cedo, seus pais a incentivaram, junto com os irmãos, a se dedicar aos estudos como meio para o progresso de vida. Realizou seus estudos primários em Jardim de Piranhas e o secundário em Caicó, onde, aos 15 anos, exerceu liderança na Casa do Estudante do município.
É casada com Jaime Calado, também médico e ex-prefeito de São Gonçalo do Amarante. Zenaide pertence a uma família com forte tradição na política: é irmã de João Maia, deputado federal pelo Rio Grande do Norte, e de Agaciel Maia, ex-diretor-geral do Senado Federal e ex-deputado distrital em Brasília.

### Educação e Carreira Médica
Em 1975, foi aprovada no vestibular para o curso de Medicina na Universidade Federal de Pernambuco (UFPE). Em 1980, transferiu-se para a Universidade Federal do Rio Grande do Norte (UFRN), onde concluiu a graduação e realizou sua residência médica, especializando-se em Infectologia no ano de 1981.
Antes de se dedicar integralmente à carreira política, Zenaide Maia atuou por cerca de 30 anos no serviço público de saúde. Sua trajetória profissional inclui passagens pelo Hospital Universitário Onofre Lopes (HUOL) e pela rede da Secretaria Estadual de Saúde do Rio Grande do Norte.

## Trajetória Política

### Início na Gestão Pública
A primeira experiência de Zenaide Maia em um cargo público executivo ocorreu em 1991, quando foi nomeada Secretária Municipal de Saúde de São Gonçalo do Amarante, permanecendo no cargo até 1992. Anos mais tarde, em 2009, durante a gestão de seu marido Jaime Calado como prefeito, ela voltou a comandar a mesma pasta, onde ficou até 2011. Nesse período, também atuou como Primeira-dama do município, entre 2009 e 2016.

### Deputada Federal (2015–2019)
Nas eleições de 2014, Zenaide candidatou-se ao cargo de deputada federal pelo Partido da República (PR), sendo eleita com 134.588 votos (9,27% dos votos válidos).

#### Principais Votações e Posicionamentos
Durante seu mandato na Câmara dos Deputados, Zenaide Maia alinhou-se consistentemente com a oposição aos governos de Michel Temer e Jair Bolsonaro. Seus votos em pautas cruciais refletem suas posições políticas:
- Impeachment de Dilma Rousseff: Em 17 de abril de 2016, destacou-se por ser a única parlamentar da bancada do Rio Grande do Norte a votar contra a abertura do processo de impeachment da então presidente Dilma Rousseff.[6]
- Teto de gastos: Votou contra a Proposta de Emenda à Constituição (PEC) nº 241, que instituiu o teto de gastos públicos.[7]
- Reforma Trabalhista: Em abril de 2017, posicionou-se contra a reforma trabalhista proposta pelo governo Temer.[7]
- Investigação de Michel Temer: Em agosto de 2017, votou a favor do prosseguimento da denúncia por corrupção passiva contra o então presidente Michel Temer.[7]

#### Atuação em Comissões e Pautas Legislativas
Na Câmara, Zenaide teve atuação marcante em comissões permanentes e especiais, com foco em suas áreas de interesse. Foi titular da Comissão de Defesa dos Direitos da Mulher, da Comissão de Defesa dos Direitos das Pessoas com Deficiência e da Comissão de Seguridade Social e Família. Também participou ativamente de comissões especiais, como a que analisou a PEC 01/15, que buscava ampliar o acesso à saúde.
Sua atuação legislativa foi direcionada para a criação de políticas de inclusão, como o Projeto de Lei 4804/2019, de sua autoria, que visava reservar assentos para pessoas com deficiência e mobilidade reduzida em transportes coletivos.

### Senadora da República (2019–presente)

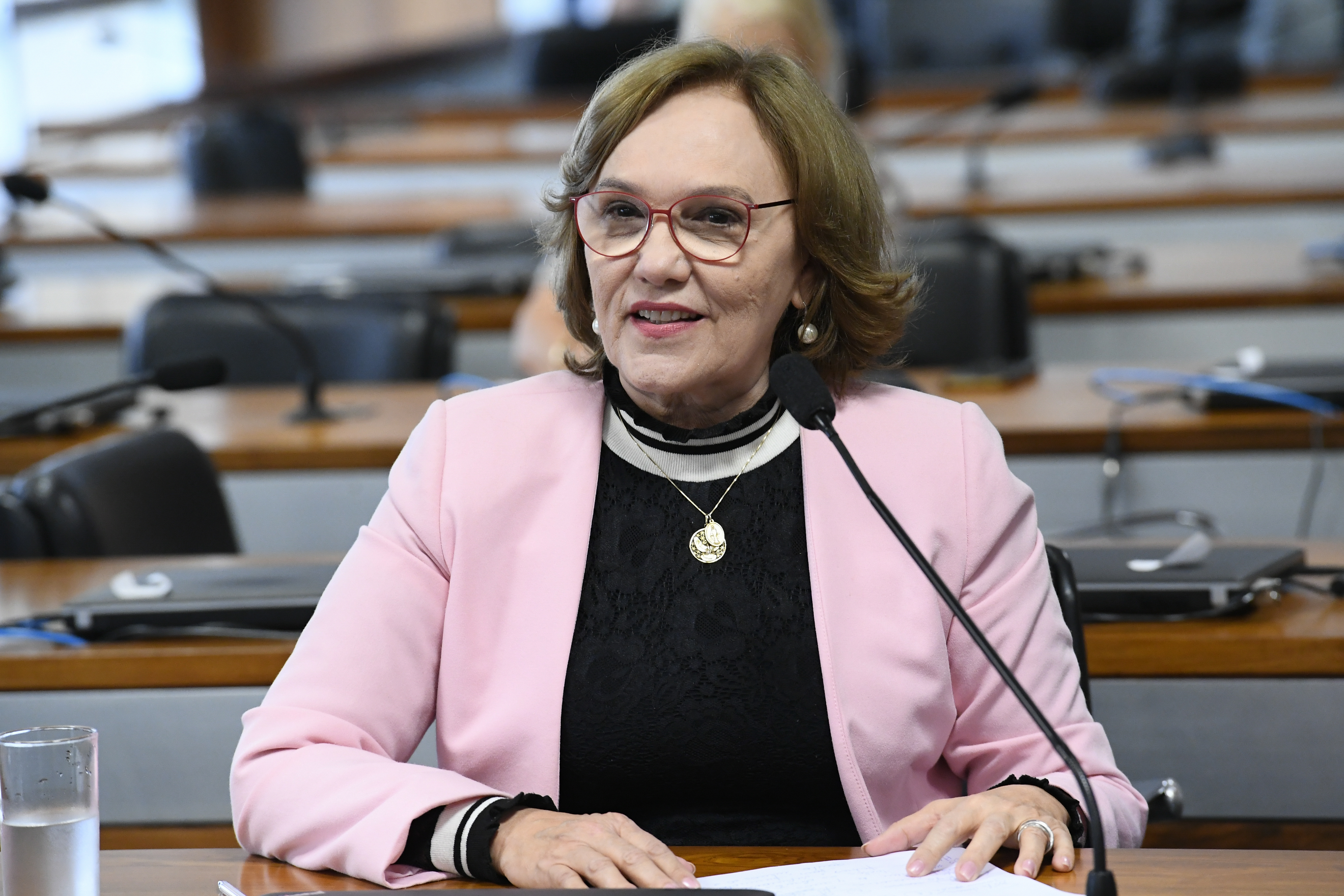
Senadora Zenaide em pronunciamento na Comissão de Direitos Humanos e Legislação Participativa (CDH).

Em 2018, Zenaide foi eleita senadora pelo Partido Humanista da Solidariedade (PHS), com 660.315 votos. Sua posse ocorreu em 1º de fevereiro de 2019, para a 56.ª legislatura do Senado Federal. No Senado, consolidou-se como uma parlamentar influente, especialmente na relatoria de projetos de grande repercussão social. Em março de 2023, foi nomeada vice-líder do governo de Lula no Congresso Nacional.

#### Relatorias de Destaque
A atuação de Zenaide Maia como relatora foi decisiva para a aprovação de leis importantes:
- Piso Salarial da Enfermagem: Foi a relatora da Proposta de Emenda à Constituição (PEC) que viabilizou a implementação do piso salarial nacional para enfermeiros, técnicos e auxiliares de enfermagem e parteiras (Lei nº 14.434/2022). Sua defesa do projeto foi fundamental para a articulação e aprovação no Congresso.[11]
- Lei da Igualdade Salarial: Relatou, na Comissão de Direitos Humanos (CDH), o projeto que se tornou a Lei nº 14.611/2023. A legislação estabelece a obrigatoriedade de igualdade salarial e de critérios remuneratórios entre mulheres e homens para a realização de trabalho de igual valor, além de endurecer a fiscalização e as multas contra a discriminação.[12]
- Novo Programa Mais Médicos: Foi relatora da Medida Provisória (MP 1.165/23) que reestruturou e ampliou o Programa Mais Médicos, defendendo o projeto como essencial para garantir a presença de médicos em áreas remotas e de vulnerabilidade social no país.[13]

#### Procuradoria Especial da Mulher
No biênio 2023-2024, Zenaide Maia foi nomeada Procuradora Especial da Mulher no Senado. Em sua gestão, definiu como prioridades o combate à violência contra a mulher e à violência política de gênero, além da luta por maior representatividade feminina na política e por mais recursos orçamentários para políticas públicas voltadas para as mulheres.

#### Outros Posicionamentos Relevantes
- Decreto das Armas: Em junho de 2019, votou contra o decreto do governo Bolsonaro que flexibilizava o porte e a posse de armas de fogo.[15]
- PEC das Praias: Posicionou-se publicamente contra a Proposta de Emenda à Constituição (PEC) 03/2022, que propunha a transferência de terrenos de marinha para entes privados e estados, alertando para os riscos de privatização de praias e de danos ambientais.[16]

## Controvérsias

### Ação de Impugnação de Mandato Eletivo (2018)
Após as eleições de 2018, Zenaide Maia foi alvo de uma Ação de Investigação Judicial Eleitoral (AIJE), movida pela coligação encabeçada pelo PSDB, que pedia a cassação de seu mandato. A acusação se baseava em supostas irregularidades na prestação de contas de campanha, como gastos ilícitos e doações acima do limite legal.
Em junho de 2019, o Tribunal Regional Eleitoral do Rio Grande do Norte (TRE-RN) julgou a ação. Por maioria de votos, o tribunal decidiu pela improcedência do pedido de cassação. Os juízes entenderam que, embora houvesse irregularidades que levaram à desaprovação das contas — especificamente um valor de R$ 13.500, correspondente a 1,23% do total de recursos da campanha —, a gravidade dos atos não foi suficiente para comprometer a lisura do pleito ou configurar abuso de poder econômico. Assim, o mandato da senadora foi mantido.

## Títulos e Honrarias
Ao longo de sua carreira, Zenaide Maia recebeu diversas condecorações, entre as quais se destacam:
- Medalha do Pacificador - Exército Brasileiro (2019)[18]
- Ordem do Mérito Naval - Marinha do Brasil (2019)[19]
- Medalha Mérito Tamandaré - Marinha do Brasil (2017)[20]
- Ordem do Mérito Judiciário do Trabalho no grau de Grande Oficial - Tribunal Regional do Trabalho da 21.ª Região (TRT-RN) (2022)[21]

## Desempenho em Eleições
| Ano  | Eleição                         | Partido | Cargo            | Votos   | %      | Ref    |
| ---- | ------------------------------- | ------- | ---------------- | ------- | ------ | ------ |
| 2014 | Estadual do Rio Grande do Norte | PR      | Deputada Federal | 134.588 | 9,27%  | [ 5 ]  |
| 2018 | Estadual do Rio Grande do Norte | PHS     | Senadora         | 660.315 | 22,69% | [ 22 ] |